# Cascara-sagradabark
Cascara-Sagradabark, Cortex Rhamni purshiani, är barken från den, på nordamerikanska västkusten växande, Rhamnus purshianus. Barken, som insamlas under april - juni, har knappast någon lukt, men en mycket bitter smak. 
Barken har fått medicinsk användning för framställning av avföringsmedel. Genom att man behandlar den pulveriserade barken med vatten och bränd magnesium kan den bittra smaken avlägsnas utan att preparatet mister sin verkan.
I likhet med frangulabark av Rhamnus frangula innehåller drogen glykosiden frangulin och emodin, samt bitterämne och ett ferment.
Marienbadpiller innehåller ett extrakt av denna drog tillsammans med sulfater och karbonater. Ett särskilt extrakt, peristaltin, bildar ett gulbrunt, bittert pulver, som är lösligt i vatten.
Cascara-sagrada har en lång tradition bland Nordamerikas ursprungsbefolkning. Dess innehåll av antrakinoner stimulerar sammandragningar i tjocktarmen och har därmed effekt som avföringsmedel. Det är idag ett av de vanligaste laxativen inom örtmedicinen.